# Euripersia tshadaevae
Euripersia tshadaevae är en insektsart som beskrevs av Danzig 1980. Euripersia tshadaevae ingår i släktet Euripersia och familjen ullsköldlöss. Inga underarter finns listade i Catalogue of Life.